# CKT TMIT-Champion System/Saison 2010
Dieser Artikel listet Erfolge und Mannschaft des Radsportteams CKT TMIT-Champion System in der Saison 2010 auf.

## Mannschaft
| Name             | Geburtstag        | Nationalität      | Team 2009                        |
| ---------------- | ----------------- | ----------------- | -------------------------------- |
| Gevorg Arakelyan | 10. Juni 1990     | Armenien          | Neoprofi                         |
| Roger Beuchat    | 2. Januar 1972    | Schweiz           | Team Neotel                      |
| Joris Boillat    | 23. Januar 1983   | Schweiz           | Neoprofi                         |
| Holger Burkhardt | 16. Dezember 1987 | Deutschland       | RC ARBÖ Wels Gourmetfein         |
| Serge Herz       | 25. Dezember 1983 | Deutschland       | LeTua Cycling Team               |
| Peter Jörg       | 25. Februar 1972  | Schweiz           | Stegcomputer-CKT (2008)          |
| Jaan Kirsipuu    | 17. Juli 1969     | Estland           | LeTua Cycling Team               |
| Arman Kharatyan  | 20. Juli 1988     | Armenien          | Neoprofi                         |
| Tigran Korkotyan | 16. Oktober 1982  | Armenien          | Team Neotel                      |
| Deon Locke       | 25. Mai 1987      | Australien        | Ride Sport Racing                |
| Shusaku Matsuo   | 15. Juli 1989     | Japan             | Team Neotel                      |
| David Mkrtchyan  | 6. Mai 1990       | Armenien          | Neoprofi                         |
| Mart Ojavee      | 9. November 1981  | Estland           | Cycling Club Bourgas             |
| Benjamin Stauder | 30. Oktober 1987  | Deutschland       | Team Neotel                      |
| Yin Chih Wang    | 21. Oktober 1988  | Chinesisch Taipeh | Ex-Profi (Meitan Hompo-GDR 2008) |